# Richard Latzel
Richard Sebastian Latzel (* 1. Oktober 1985 in Bamberg) ist ein deutscher Sportwissenschaftler und Hochschullehrer.

## Leben
Latzel verrichtete ein Lehramtsstudium an der Julius-Maximilians-Universität Würzburg, zudem studierte er in den Vereinigten Staaten.
Als Basketballtrainer war er unter anderem in der Nachwuchsabteilung des Bundesligisten s.Oliver Würzburg tätig, dort gehörte Maximilian Kleber zu seinen Schützlingen. Latzel betreute bis 2015 Würzburgs Mannschaft in der Jugend-Basketball-Bundesliga. 2017 schloss er bei Ralph Beneke am Fachbereich Erziehungswissenschaften der Philipps-Universität Marburg seine Doktorarbeit zum Thema „Entwicklung und Zusammenhang von konditionellen Leistungsfaktoren und Spielleistung im deutschen Nachwuchsleistungs- und Profibasketball“ ab. Bis 2018 war er Athletiktrainer des Basketball-Bundesligisten Medi Bayreuth und anschließend wissenschaftlicher Mitarbeiter an der Technischen Hochschule Deggendorf. Im September 2019 trat er an der dortigen Fakultät für Angewandte Sportwissenschaften eine Professur mit dem Schwerpunkt Trainingswissenschaften an.
Anfang September 2021 wurde er zusätzlich zu seiner Hochschultätigkeit Landestrainer mit dem Schwerpunkt Lehrwesen beim Bayerischen Basketball Verband. Im Oktober 2022 endete Latzels Tätigkeit bei dem Verband.